# Megastigmus dorsalis
Megastigmus dorsalis är en stekelart som först beskrevs av Fabricius 1798.  Megastigmus dorsalis ingår i släktet Megastigmus och familjen gallglanssteklar. Enligt den finländska rödlistan är arten nära hotad i Finland. Arten är reproducerande i Sverige. Artens livsmiljö är lundskogar. Inga underarter finns listade i Catalogue of Life.